# 南部広孝
南部 広孝（なんぶ ひろたか、1967年 - ）は、教育学者、京都大学教授。

## 人物・来歴
富山県生まれ。京都大学教育学部卒業。同大学院博士後期課程学修認定退学。2005年「中国における高等教育独学試験制度の展開」で教育学博士。京都大学教育学研究科准教授、2017年教授。東アジアの教育が専門。

## 著書
- 『中国高等教育独学試験制度の展開』東信堂、2009.12
- 『東アジアの大学・大学院入学者選抜制度の比較 中国・台湾・韓国・日本』東信堂, 2016.2

### 共編著
- 『現代教育改革論 世界の動向と日本のゆくえ』江原武一共編著. 放送大学教育振興会, 2011.3
- 『東アジア新時代の日本の教育 中国との対話』辻本雅史, 袁振国 監修, 高峡共編. 京都大学学術出版会, 2012.3
- 『教職教養講座 第13巻　教育制度』高見茂, 杉本均共編著 協同出版, 2018.10
- 『比較教育学原論』杉本均共編著. 協同出版, 2019.4
- 『検証日本の教育改革 激動の2010年代を振り返る』編著, 京都大学大学院教育学研究科教育実践コラボレーション・センター 監修. 学事出版, 2021.10